# George Cabot Lodge
George Cabot Lodge (ur. 10 października 1873, zm. 21 sierpnia 1909) – amerykański polityk i poeta. Urodził się 10 października 1873 w Bostonie w Massachusetts. Był synem senatora Henry’ego Cabota Lodge’a. Uczył się w Harvard College. W czasie wojny amerykańsko-hiszpańskiej zaciągnął się do marynarki wojennej. Zaprzyjaźnił się z późniejszym prezydentem Theodore’em Rooseveltem. Wydał między innymi tomik The Song of the Wave, and Other Poems (1898) i dramat Cain (1904). Wśród jego dzieł znalazło się też sztuka Herakles (1909). Lodge pisał między innymi sonety, zebrane w tomiku The Great Adventure (1905). Miał żonę Matyldę i trójkę dzieci. Zmarł na atak serca 21 sierpnia 1909. W 1911 ukazało się dwutomowe, zbiorowe wydanie jego dzieł pod tytułem Poems and Dramas of George Cabot Lodge. Jego synami byli: Henry Cabot Lodge i John Davis Lodge.